# Myzostoma pentacrini
Myzostoma pentacrini is een ringworm uit de familie Myzostomatidae.
Myzostoma pentacrini werd in 1884 voor het eerst wetenschappelijk beschreven door Graff.